# Code de la consommation
Le code de la consommation est le code qui regroupe les dispositions législatives relatives au droit de la consommation, qui est un sous-ensemble du droit des affaires.
Le code de la consommation est issu d'une codification à droit constant réalisée dans les années 1990 par une commission de codification du droit de la consommation présidée par Jean Calais-Auloy. La partie législative a été achevée en 1993 et la partie règlementaire en 1995. 
Il a été intégralement recodifié par une ordonnance entrée en vigueur le 1er juillet 2016.

## Contenu du code de la consommation
En France, le code de la consommation apparaît entre 1993 et 1995 (Loi n° 92-60 du 18 janvier 1992, article 12) ; il est composé de cinq livres.
La protection des consommateurs et la promotion d'une consommation dynamique et équilibrée sont ses objectifs principaux.
L'ordonnance n°2016-301 du 14 mars 2016 a refondu la partie législative du code de la consommation et le décret n°2016-884 du 29 juin 2016, la partie réglementaire. Ces textes visent à améliorer la cohérence juridique de ce code et à permettre de l'adapter aux évolutions futures.

## Principes et organisation
Le Code de la consommation comprend une série de « livres ».
Son organisation actuelle est fixée par l'ordonnance 2016-031 du 14 mars 2016.

### Livre Ier
Ce Livre Ier porte sur l'information des consommateurs. La dissymétrie d'informations entre consommateurs et professionnels est l'une des causes profondes des accidents de consommation. L'information préalable et continue des consommateurs lors de la formation des contrats est essentielle.

### Livre II
Ce livre porte sur la formation des contrats entre un professionnel et un consommateur, les garanties applicables et les droits applicables en fonction des types de contrats.

### Livre III
Celui-ci concerne le crédit et endettement. 
Cette partie du Code consacrée à la consommation bancaire et financière est étoffée. Le choix du Code de la consommation pour accueillir ces normes souligne l'objectif essentiel de protection des consommateurs-emprunteurs. Ce droit de la protection des emprunteurs connait un fort essor . Il concerne tous les crédits, aussi bien, les crédits à la consommation que les crédits immobiliers.
Cette partie a fait l'objet d'une substantielle réforme, avec l'ordonnance 2016-351 du 25 mars 2016. 
Le Code de la consommation complète, sur ce plan, le Code monétaire et financier, qui régit directement les pratiques des professionnels bancaires et financiers.

### Livre IV
Ce Livre développe la conformité et sécurité des produits et des services.

### Livre V
Ce livre porte sur les habilitations et pouvoirs donnés aux organismes de contrôle afin de faire appliquer les dispositions du Code de la consommation et d'autres textes.

### Livre VI
Il mentionne les associations de consommateurs. Leur rôle est essentiel pour rééquilibrer la relation d'ensemble avec les professionnels.

## Parties prenantes
- Les associations de consommateurs,
- Les sociétés coopératives de consommation,
- L'Institut national de la consommation (en France),
- Le Laboratoire d'essai,
- établissement de crédit,
- Commission de surendettement des particuliers,
- Commission de la sécurité des consommateurs (créé par la Loi n° 83-660 du 21 juillet 1983 relative à la sécurité des consommateurs),
- Intermédiaire en opérations de banque et en services de paiement
- Fédérations professionnelles.
- Autorités qualifiées pour mener des enquêtes, à titre d'exemples : 
  - agents de la direction générale de la concurrence, de la consommation et de la répression des fraudes,
  - officiers de police judiciaire,
  - ingénieurs des travaux agricoles,
  - techniciens du ministère de l'agriculture,
  - préposés et agents techniques sanitaires,
  - ingénieurs et techniciens chargés de la protection des végétaux,
  - médecins et pharmaciens inspecteurs de santé publique,
  - vétérinaires inspecteurs,
  - agents des DRIRE et spécialisés en métrologie, etc